# Zdzieszowice
Zdzieszowice (historicky též Dzieszowice, německy Deschowitz, v letech 1936–1945 Odertal) jsou město v jižním Polsku v Opolském vojvodství v okrese Krapkowice, sídlo stejnojmenné gminy. Leží na historickém území Horního Slezska na řece Odře a z geomorfologického hlediska se rozkládá v Ratibořské kotlině, která je součástí Slezské nížiny. Prochází tudy hlavní železniční trať Bohumín – Kandřín-Kozlí – Opolí. V roce 2024 zde žilo 10 157 obyvatel.

## Historie
Původně byly Zdzieszowice vesnicí, která za svůj růst vděčí koksovně Schaffgotsch Benzin Werke GmbH založené v roce 1931. V současnosti patří závod společnosti ArcelorMittal, zaměstnává necelé dva tisíce pracovníků a je se svými čtyřmi miliony tun ročně největším výrobcem koksu v Polsku, podle některých zdrojů dokonce největším v Evropě. Do konce druhé světové války ležely Zdzieszowice na území německého státu (od roku 1742 byly součástí Pruského Slezska), následně byly připojeny k socialistickému Polsku. V roce 1956 získaly status sídla městského typu a v roce 1962 se staly oficiálně městem.
Zdzieszowice leží v etnicky smíšené oblasti Opolska, jež nebyla po druhé světové válce podrobena důslednému odsunu autochtonní německé populace. Následkem přílivu obyvatel z jiných regionů Polska za prací v koksovně nepřekračuje v současnosti podíl příslušníků německé národností deset procent, nicméně městečko je i tak významným střediskem aktivit německé menšiny. Od roku 1976 zastával funkci starosty po téměř čtyři dekády významný politik uskupení Mniejszość Niemiecka – Deutsche Minderheit Dieter Przewdzing, který byl v únoru 2014 zavražděn. Pachatele se nepodařilo nikdy odhalit.

## Památky
- Kostel sv. Antonína, vytsvavěn podle návrhu Felixe Hinssena z roku 1937, stavba kloubí estetiku historismu a modernismu.

## Partnerská města
- Bohumín, Česko
- Ludwigsfelde, Německo
- Gmina Malanów, Polsko